# EN246-1
A EN246-1 é uma estrada nacional portuguesa. Liga Castelo de Vide à fronteira com a Espanha, servindo de travessia com a N-521
Esta estrada nacional é conhecida pelo túnel de freixos centenários ao chegar a São Salvador. O corte destes freixos, anunciado pela IP, gerou uma polémica em torno da população local.